# Palicourea flavescens
Palicourea flavescens är en måreväxtart som beskrevs av Carl Sigismund Kunth. Palicourea flavescens ingår i släktet Palicourea och familjen måreväxter. Inga underarter finns listade i Catalogue of Life.